# Salzlerche

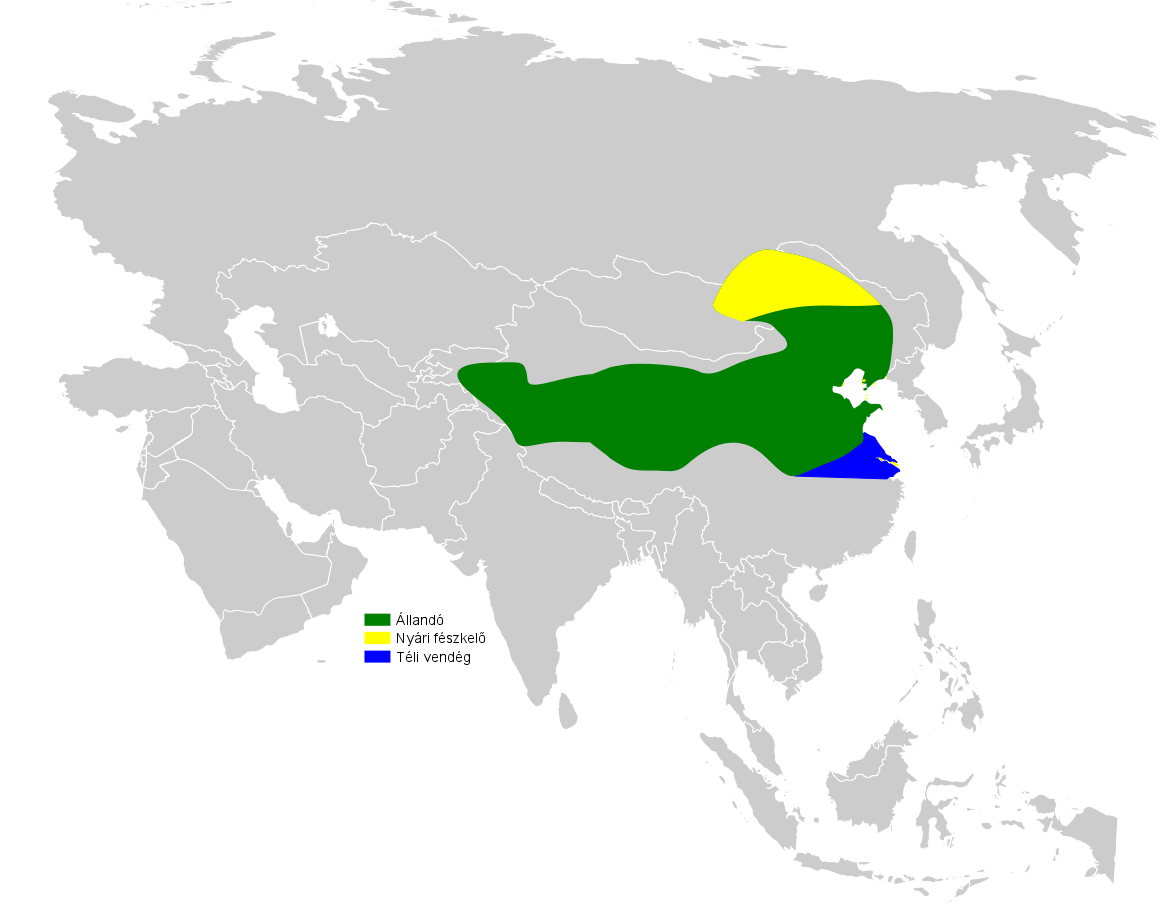
Verbreitungsgebiet der Salzlerche
Brutgebiete
Ganzjähriges Vorkommen
Überwinterungsgebiete

Die Salzlerche (Calandrella cheleensis, Syn.: Alaudala cheleensis), auch Tschililerche genannt, ist eine Art aus der Familie der Lerchen. Sie entspricht in ihren Körperproportionen der unter anderem in Südeuropa vorkommenden Kurzzehenlerche. Das Verbreitungsgebiet der Salzlerche liegt in Asien. Es werden sechs Unterarten unterschieden.
Die Zuordnung der Salzlerche zur Gattung Calandrella unterliegt gerade einer Revision. Im Jahr 2013 haben Per Alström und Kollegen in einer Studie zur Verwandtschaft der Lerchen festgestellt, dass die Gattung Calandrella in der gewöhnlichen Abgrenzung paraphyletisch wäre. Ihren Ergebnissen zufolge besteht Calandrella aus zwei Artengruppen. Für diejenige, die nicht die Typusart Calandrella brachydactyla enthält, reaktivierten sie den alten, bisher als Synonym aufgefassten Gattungsnamen Alaudala Horsfield & Moore, 1856 (Typusart: Calandrella raytal). Demnach wäre die Salzlerche gemeinsam mit der Stummellerche, der Uferlerche und Alaudala athensis in diese Gattung zu transferieren. Diese Änderung wurde vielfach bereits übernommen. Eine neuere Studie von 2016 fand allerdings eine instabile Phylogenie und ließ Zweifel an der Monophylie einiger Arten aufkommen.

## Merkmale
Die Salzlerche erreicht eine Körperlänge von etwa 15,5 Zentimetern, wovon zwischen 6 und 7 Zentimeter auf den Schwanz entfallen. Der Schnabel misst vom Schädel aus zwischen 0,7 und 0,9 Zentimeter. Sie wiegt 20 bis 24 Gramm. Es besteht kein Geschlechtsdimorphismus.
Die Salzlerche ist eine sehr hell gefärbte Lerche mit einem auffallen kurzen, kräftigen Schnabel. Die Grundfarbe der Körperoberseite ist sandfarben hell gelblich grau oder grau braun. Der Oberkopf und der obere Rücken sind auf diesem Grund fein dunkel längs gestreift.
Die Schwingen und die Schirmfedern sind dunkel graubraun mit blassbraunen Säumen. Die großen und mittleren Armdecken haben breite gelbliche bis weißliche Spitzen, die im Flug zwei deutlich sichtbare Flügelbinden bilden. Der Schwanz ist ebenfalls graubraun, die äußerste (sechste) Steuerfeder hat außen einen weißen Keil.
Die Art hat fast kein Gesichtsmuster. Wangen und Ohrdecken sind fast ungestrichelt einfarbig graubraun und nach hinten und unten breit weiß begrenzt. Wangen- und Kinnstreif sind schmal und bräunlich, der Bartstreif ist weiß. Die Brustseiten darunter sowie die oberen Flanken sind auf gelblichem Grund schwach dunkel gestrichelt. Die übrige Brust und die Kehle sind ebenso wie die ganze übrige Rumpfunterseite einfarbig weiß.
Die Iris ist dunkelbraun, die Beine sind fleisch-, der Schnabel ist hell hornfarben.

## Verwechslungsmöglichkeiten
In ihrem Verbreitungsgebiet kommen auch die Kurzzehenlerche und die Stummellerche vor, von denen die Salzlerche bei Feldbeobachtung kaum zu unterscheiden ist. Zu den Unterscheidungsmerkmalen der Salzlerche gehört die etwas stärker ausgeprägte Strichelung auf Oberkopf und Brust.

## Verbreitungsgebiet und Lebensraum
Die Salzlerche kommt in Usbekistan, in Kirgisien, im Norden Chinas, im Süden Sibiriens, in der Mongolei und in Korea vor. Sie ist in ihrem Verbreitungsgebiet ein Stand- und Strichvogel. Ihre Höhenverbreitung reicht bis zu 1700 Meter.
Der Lebensraum der Salzlerche sind Steppen und Salzsümpfe. In der Region zwischen dem Aralsee und dem Balchaschsee, wo sich das Verbreitungsgebiet der Salzlerche mit der Stummellerche überlappt, kommt die Salzlerche ausschließlich in Salzsümpfen vor, während die Stummellerche verschiedenartige Wüsten- und Steppenlandschaften bewohnt.

## Lebensweise
Die Lebensweise der Salzlerche ist noch nicht abschließend untersucht. Sie weist vermutlich ähnliche Verhaltensweisen wie die Stummellerche auf.

## Unterarten
Es werden sechs Unterarten unterschieden:
- C. c. leucophaea (Severtsov, 1873) – Ursprünglich als eigenständige Art beschrieben. Vorkommen von Kasachstan bis Turkmenistan
- C. c. seebohmi Sharpe, 1890 – Ursprünglich als eigenständige Art beschrieben. Vorkommen im Nordwesten von China
- C. c. tuvinica (Stepanyan, 1975) – Vorkommen im Nordwesten der Mongolei und Süden Russlands
- C. c. cheleensis Swinhoe, 1871 – Vorkommen vom Süden Sibiriens über den Nordosten der Mongolei bis in den Nordosten von China.
- C. c. kukunoorensis Przewalski, 1876 – Vorkommen in Westchina
- C. c. beicki (Meise, 1933) – Vorkommen im Süden der Mongolei und im Norden Chinas.

## Einzelbelege
1. 1 2 3 4  Pätzold: Kompendium der Lerchen. S. 281.
2. ↑  Pätzold: Kompendium der Lerchen. S. 282.
3. ↑  Per Alström, Keith N. Barnes, Urban Olsson, F. Keith Barker, Paulette Bloomer, Aleem Ahmed Khan, Masood Ahmed Qureshi, Alban Guillaumet, Pierre-André Crochet, Peter G. Ryan (2013): Multilocus phylogeny of the avian family Alaudidae (larks) reveals complex morphological evolution, non-monophyletic genera and hidden species diversity. Molecular Phylogenetics and Evolution 69(3): 1043–1056. doi:10.1016/j.ympev.2013.06.005
4. ↑  George Sangster, J. Martin Collinson, Pierre-André Crochet, Guy M. Kirwan, Alan G. Knox, David T. Parkin, Stephen C. Votier (2014): Taxonomic recommendations for Western Palaearctic birds: 10th report. Ibis 157: 193–200. doi:10.1111/ibi.12221
5. ↑  Martin Stervander, Per Alström, Urban Olsson, Ulf Ottosson, Bengt Hansson, Staffan Bensch (2016): Multiple instances of paraphyletic species and cryptic taxa revealed by mitochondrial and nuclear RAD data for Calandrella larks (Aves: Alaudidae). Molecular Phylogenetics and Evolution 102: 233–245. doi:10.1016/j.ympev.2016.05.032
6. ↑  Pätzold: Kompendium der Lerchen. S. 280.
7. ↑  IOC World Bird List 6.4. In: IOC World Bird List Datasets. doi:10.14344/ioc.ml.6.4 (englisch, worldbirdnames.org).